# The Will to Battle
The Will to Battle é o terceiro romance da tetralogia de ficção científica Terra Ignota, escrito pela autora norte-americana Ada Palmer. Foi publicado a 19 de dezembro de 2017. Foi finalista do Prêmio Locus 2018 de Melhor Romance de Ficção Científica. É precedido por Too Like the Lightning (2016) e Seven Surrenders (2017). Perhaps the Stars (2021) é a sua sequência.

## Sinopse
Ambientado no ano de 2454, a tecnologia avançada levou ao advento de uma era de ouro quase utópica, vivendo-se centenas de séculos de paz e prosperidade. No entanto, ainda existem tensões entre grupos políticos. Após a descoberta de um importante documento na casa de Saneer-Weeksbooth, o mistério do porquê e por quem serve como ponto focal da história enquanto, Mycroft tenta proteger e esconder uma criança chamada Bridger, que tem o poder de tornar o irreal real.
The Will to Battle apresenta-se como uma crónica das tensões crescentes que foram despoletadas em Seven Surrenders, após terem sido formados dois grupos: os Hiveguard (Guardas das Colmeias) de Sniper e o Remakers de JEDD Mason. O terceiro volume decorre durante um período de tempo muito mais longo do que os dois livros anteriores combinados, nomeadamente entre 8 de abril e 6 de setembro de 2.454, tendo sido descritos entre 6 de julho e 14 de setembro de 2.454.

## Estilo Narrativo
A narrativa dos dois primeiros livros foi escrita em linguagem contemporânea, revelando os eventos no presente, enquanto decorrem, enquanto o terceiro volume foi escrito para a posteridade. Este facto é marcado por diversas mudanças estilísticas, incluindo a apresentação de conversas como simples diálogos, como se estivessem num roteiro. 
Enquanto nos dois anteriores volumes Mycroft é o narrador principal, em The Will to Battlle o Nono Anônimo, aprendiz de Mycroft, narra o capítulo final.

## Recepção
A Publishers Weekly elogiou o "humor irônico e a profundidade engenhosa" do romance. Paul Di Filippo, da Locus, disse que os leitores irão "aproveitar o treino mental e emocional". A Washington Book Review elogiou o livro como "inovador, hipnotizante e cheio de diversão". A Barnes & Noble escreveu que é "transformador, desafiador e envolvente".
Kirkus Reviews escreveu: "Ainda é intrigante e vale a pena prosseguir, mas a tensão pode estar começando a aparecer." Liz Bourke, do Tor.com, sugeriu que o livro é mais uma exploração filosófica/política expressa na novelização, escrevendo: "Ambicioso, certamente. Interessante? Sim. Bem-sucedido? Não, pelo menos, como um romance".
The Will to Battle foi indicado pelo Reviewers 'Choice Awards de 2017, emitido pela Romantic Times Book Reviews, na categoria romance de ficção científica. 